# Vermiliopsis multiannulata
Vermiliopsis multiannulata är en ringmaskart som först beskrevs av Moore 1923.  Vermiliopsis multiannulata ingår i släktet Vermiliopsis och familjen Serpulidae. Inga underarter finns listade i Catalogue of Life.